# Lepturini
Los lepturinos (Lepturini) son una tribu de coleópteros crisomeloideos de la familia Cerambycidae. Estos longicornios se distribuyen por todo el planeta, excepto ambos polos. Cuenta con 260 especies en 53 géneros o más en el Nuevo Mundo; alrededor de 120 géneros en el mundo.

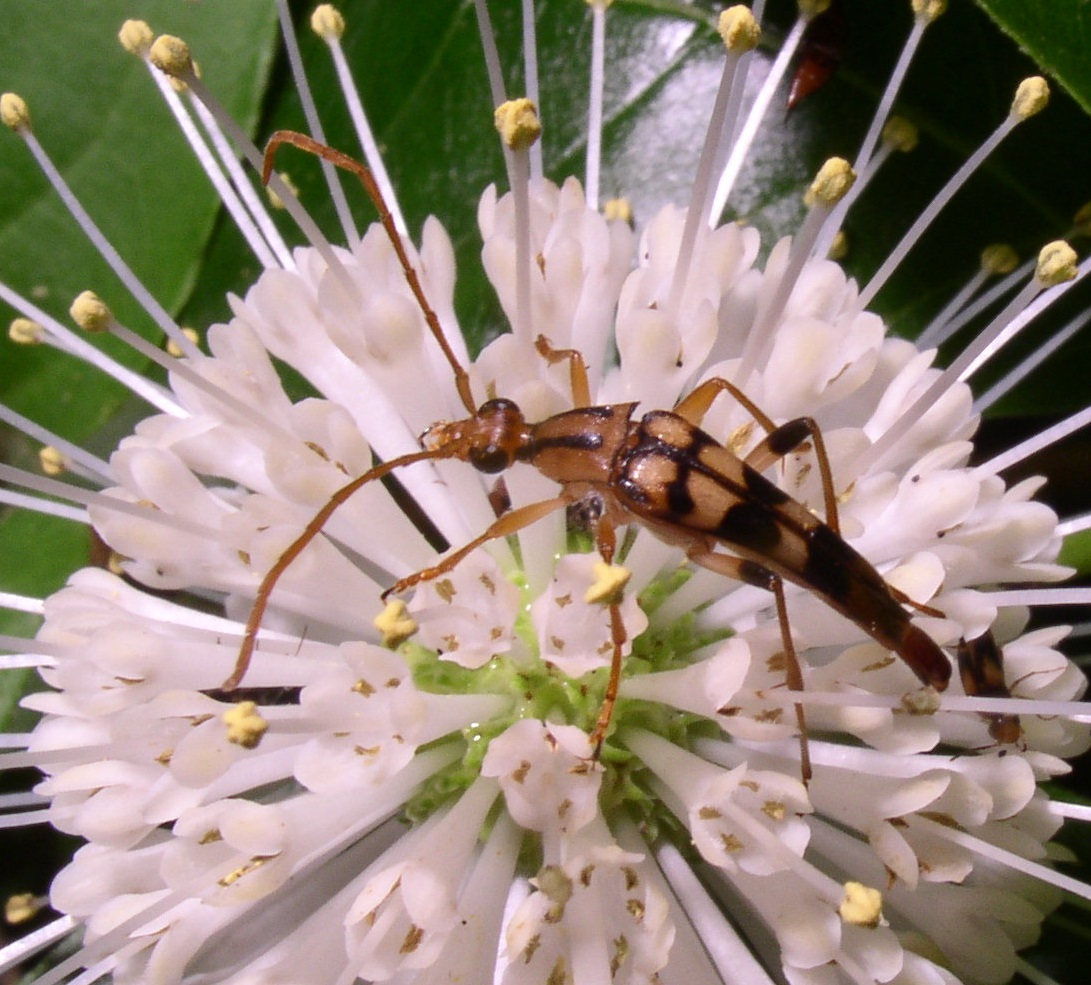
Strangalia luteicornis

## Géneros
Se reconocen los siguientes géneros:
- Acanthoptura Fairmaire, 1894
- Acapnolymma Gressitt & Rondon, 1970
- Acmaeopidonia Tippmann, 1955
- Alosterna Mulsant, 1863
- Alosternida Podany, 1961
- Analeptura Linsley & Chemsak, 1976
- Anastrangalia Casey, 1924
- Anoplodera Mulsant, 1839
- Anoploderomorpha Pic, 1901
- Asilaris Pascoe, 1866
- Batesiata Miroshnikov, 1998
- Bellamira LeConte, 1873
- Brachyleptura Casey, 1913
- Carlandrea Sama & Rapuzzi, 1999
- Cerrostrangalia Hovore & Chemsak, 2005
- Charisalia Casey, 1913
- Chloriolaus Bates, 1885
- Chontalia Bates, 1872
- Choriolaus Bates, 1885
- Corennys Bates, 1884
- Cornumutila Letzner, 1843
- Cortodera Mulsant, 1863
- Cribroleptura Vives, 2000
- Cyphonotida Casey, 1913
- Dokhtouroffia Ganglbauer, 1886
- Dorcasina Casey, 1913
- Elacomia Heller, 1916
- Emeileptura Holzschuh, 1991
- Ephies Pascoe, 1866
- Etorofus Matsushita, 1933
- Eurylemma Chemsak & Linsley, 1974
- Euryptera Lepeletier & Audinet-Serville in Latreille, 1828
- Eustrangalis Bates, 1884
- Formosopyrrhona Hayashi, 1957
- Fortuneleptura Villiers, 1979
- Gnathostrangalia Hayashi & Villiers, 1985
- Grammoptera Audinet-Serville, 1835
- Hayashiella Vives & N.Ohbayashi, 2001
- Houzhenzia Ohbayashi & Lin, 2012
- Idiopidonia Swaine & Hopping, 1928
- Idiostrangalia Nakane & Ohbayashi, 1957
- Ischnostrangalis Ganglbauer, 1889
- Japanostrangalia Nakane & Ohbayashi, 1957
- Judolia Mulsant, 1863
- Judolidia Plavilstshikov, 1936
- Kanekoa Matsushita & Tamanuki, 1942
- Kanoa Matsushita, 1933
- Katarinia Holzschuh, 1991
- Kirgizobia Danilevsky, 1992
- Konoa Matsushita, 1933
- Leptalia LeConte, 1873
- Laoleptura Ohbayashi, 2008
- Leptochoriolaus Chemsak & Linsley, 1976
- Leptostrangalia Nakane & Ohbayashi, 1959
- Leptura Linnaeus, 1758
- Lepturalia Reitter, 1913
- Lepturobosca Reitter, 1913
- Lepturopsis Linsley & Chemsak, 1976
- Lycidocerus Chemsak & Linsley, 1976
- Lycochoriolaus Linsley & Chemsak, 1976
- Lycomorphoides Linsley, 1970
- Lygistopteroides Linsley & Chemsak, 1971
- Macrochoriolaus Linsley, 1970
- Macroleptura Nakane & Ohbayashi, 1957
- Megachoriolaus Linsley, 1970
- Meloemorpha Chemsak & Linsley, 1976
- Metalloleptura Gressitt & Rondon, 1970
- Metastrangalis Hayashi, 1960
- Mimiptera Linsley, 1961
- Mimostrangalia Nakane & Ohbayashi, 1957
- Mordellistenomimus Chemsak & Linsley, 1976
- Munamizoa Matsushita & Tamanuki, 1940
- Nemognathomimus Chemsak & Linsley, 1976
- Neobellamira Swaine & Hopping, 1928
- Neoleptura Thomson, 1860
- Neopiciella Sama, 1988
- Nivellia Mulsant, 1863
- Nivelliomorpha Boppe, 1921
- Nustera Villiers, 1974
- Ocalemia Pascoe, 1858
- Oedecnema Thomson, 1857
- Ohbayashia Hayashi, 1958
- Orthochoriolaus Linsley & Chemsak, 1976
- Ortholeptura Casey, 1913
- Pachytodes Pic, 1891
- Papuleptura Gressitt, 1959
- Paracorymbia Miroshnikov, 1998
- Paranaspia Matsushita & Tamanuki, 1940
- Paraocalemia Vives, 2001
- Parastrangalis Ganglbauer, 1889
- Pedostrangalia Sokolov, 1897
- Platerosida Linsley, 1970
- Pseudalosterna Plavilstshikov, 1934
- Pseudoparanaspia Hayashi, 1977
- Pseudophistomis Linsley & Chemsak, 1971
- Pseudostrangalia Swaine & Hopping, 1928
- Pseudotypocerus Linsley & Chemsak, 1971
- Pseudovadonia Lobanov, Danilevsky et Murzin, 1981
- Pygoleptura Linsley & Chemsak, 1976
- Pygostrangalia Hayashi, 1976
- Pyrocalymma Thomson, 1864
- Pyrotrichus LeConte, 1862
- ''Pyrrhona Bates, 1884
- Rapuzziana Danilevsky, 2006
- Rutpela Nakane & Ohbayashi, 1957
- Saligranta Chou & Ohbayashi, 2011
- Sinostrangalis Hayashi, 1960
- Solaia Sama, 2003
- Stenelytrana Gistel, 1848
- Stenoleptura Gressitt, 1935
- Stenostrophia Casey, 1913
- Stenurella Villiers, 1974
- Stictoleptura Casey, 1924
- Strangalepta Casey, 1913
- Strangalia Audinet-Serville, 1835
- Strangalidium Giesbert, 1997
- Strangaliella Bates, 1884
- Strangalomorpha Solsky, 1873
- Strophiona Casey, 1913
- Teratoleptura Ohbayashi, 2008
- Thrangalia Holzschuh, 1995
- Trachysida Casey, 1913
- Trigonarthris Haldeman, 1847
- Trypogeus Lacordaire, 1869
- Turnaia Holzschuh, 1993
- Typocerus LeConte, 1850
- Vadonia Mulsant, 1863
- Xestoleptura Casey, 1913